# Jangadeiro FM Fortaleza
Jangadeiro FM Fortaleza é uma emissora de rádio brasileira sediada em Fortaleza, capital do estado do Ceará. Opera no dial FM, na frequência 88,9 MHz. Inaugurada no dia 10 de março de 1990, a emissora é a cabeça de rede da Rede Jangadeiro FM, sendo parte integrante do conglomerado de mídia Jangadeiro.

## História
No início da década de 1990, no auge da popularização do FM em Fortaleza, o então governador do Estado do Ceará, Tasso Jereissati, recebeu uma concessão para operar uma emissora de rádio em 88,9 MHz. Na época, a concessão estava sendo disputada pelo grupo comandado pelo empresário Assis Machado e pelos donos do jornal O Povo, este último com novos projetos para o rádio FM. No entanto, a perda dos processos provocou a desistência do grupo.
A Jangadeiro FM Fortaleza foi lançada em 10 de março de 1990, juntamente com a TV Jangadeiro. Ambas as empresas tinham foco popular e a emissora de rádio investia em estilos musicais como forró, pagode e canções da década de 1980. Buscando se diferenciar das demais estações da capital, a emissora buscou profissionais de outros estados, como Bahia e Rio de Janeiro. O locutor Robson Nolasco ficou conhecido no ar por seu sotaque baiano. A emissora rapidamente se popularizou, conseguindo a vice liderança nos primeiros anos, não mantendo o posto nos anos seguintes. Posteriormente, passou a constituir uma rede de rádios no interior do Ceará, tendo expansão pelo Estado a partir de 2013.
Em 2012, a emissora começou a investir em sua estrutura para conseguir a liderança entre as emissoras de Fortaleza. Neste ano, a emissora aparecia entre a segunda e terceira colocação entre as rádios mais ouvidas, de acordo com dados do Ibope. Sua audiência média era de 113 mil ouvintes por minuto. Posteriormente, fez investimentos em contratações e promoções. Já em fevereiro de 2017, a rádio divulgou pesquisa em que aparece, pela primeira vez, na liderança entre as rádios mais ouvidas de Fortaleza, desbancando assim a então líder FM 93.